# Peter von Schleinitz
Peter von Schleinitz († 26. August 1463 wahrscheinlich in Zeitz) war von 1434 bis 1463 Bischof von Naumburg.
Peter stammte aus der Familie von Schleinitz, die in den Bistümern Naumburg und Meißen weitere Bischöfe stellte. Fälschlicherweise ordneten ihn viele Autoren der Familie von Haugwitz zu. Er studierte in Leipzig und Bologna. Nach dem Tod seines Onkels Johann II. von Schleinitz folgte er diesem als Naumburger Bischof nach. Die Auseinandersetzungen mit den Hussiten nahmen ab. Er wurde in den Sächsischen Bruderkrieg, der unter den Wettinern ausgebrochen war, verwickelt. Peter bemühte sich um eine vermittelnde Position zwischen den Brüdern Wilhelm III. und Friedrich II. Er wurde in der Zeitzer Stiftskirche bestattet. Sein bronzenes Epitaph ist erhalten geblieben.